# 토코카우디오
토코카우디오(이탈리아어: Tocco Caudio)는 이탈리아 캄파니아주 베네벤토도의 코무네다. 구 시가지는 1980년도와 81년에 일어난 지진으로 버려졌다.